# Felipe Arcuri
Felipe Arcuri (Valencia, Venezuela, 4 de junio de 1974) es un músico, compositor y arreglista de rock especializado en el género conocido como heavy metal. Actualmente es el bajista de Arkangel, la banda de metal con la carrera más larga, continuada y antigua de Latinoamérica. También es fundador y bajista de la banda Arcuri Overthrow, junto a su hermano Vicente Arcuri, baterista de la banda Gillman.

## Historia
Felipe Arcuri comienza a tocar rock desde muy niño, cuando estaba en el colegio. Curso estudios musicales con profesores particulares, y en el Tecnológico de Música Valencia. Inicia su carrera musical, al tocar como guitarrista de una banda colegial, en un festival del Colegio Don Bosco de Valencia, interpretando los temasː «Breaking the Law» de Judas Priest, y «Los rockeros van al infierno» de Barón Rojo. 
Luego comienza a explorar y enamorarse, de lo que sería su instrumento favorito, el bajo y en 1990, ingresa a la banda de rock sinfónico valenciana Aleph, como su bajista, y de la cual formaría parte hasta 1995. 
En 1995, Arkangel abre audiciones en la búsqueda de un nuevo bajista tras la salida de Breno Díaz de la banda, y a través de Alfredo Rojas, Stage Manager de Arkangel, amigo y roadie de la banda Aleph, es invitado a una audición privada de la banda. Asistió a la misma, y recibió una respuesta positiva e inmediata de Arkangel, tras la cual, le dieron la bienvenida a la banda.
En 2002, funda junto a su hermano Vicente, un proyecto experimental llamado Black Rainbow, primera banda de Heavy metal en Venezuela, solo con bajo y batería.
Paralelamente, entre los años 2005 y 2008, fue bajista de la banda Gillman, tocando junto a ellos en múltiples conciertos, incluidos varias ediciones del Gillmanfest. A su vez, entre el 2005, y el 2009, forma parte del proyecto denominado como Arkángel Reunión, junto a los hermanos Picozzi, y Paul Gillman, miembros originales del Arkangel, para una serie de presentaciones en Venezuela, y Colombia, donde tocaron solo temas de los tres primeros trabajos discográficos de la banda.
Arcuri es coautor de algunas de las canciones de Arkangel, entre las cuales se encuentran temas como «Derrota final», «Damas de la noche», «Justicia y poder», «Hacia la eternidad», y «Madre tierra», todos del álbum "El Ángel de la Muerte", y todos los temas del "MMVII". 
Desde 2011, el proyecto, junto a su hermano, denominado inicialmente Black Rainbow, evoluciona y pasa a llamarse Arcuri Overthrow, y lanzan varios sencillos, con la participación de varias figuras del rock latinoamericano como invitados, entre ellos, el cantante Elkin Ramírez de Kraken, y el tecladista Hugo Bistolfi de Rata Blanca.
En 2017, simultáneamente a sus trabajos con Arkangel y Arcuri Overthrow, se encuentra desarrollando un nuevo proyecto musical.
Además de su trabajo como músico, Felipe Arcuri es locutor, y se desempeña simultáneamente como el mánager, y director musical de Arkangel, y Arcuri Overthrow. Fue co-manager de la banda Aleph. Es director, productor y moderador del programa de radio y TV "La Zona", especializado en la música rock, y específicamente en todos los géneros del metal. El programa en su primera etapa televisiva fue transmitido por los canales NCTV, y DAT TV, ambos de Valencia, y TVS de Maracay.  Adicionalmente trabaja en un proyecto denominado Fratelli Arcuri, dedicado al manejo de artistas, y organización de conciertos. Es también Técnico Superior Universitario en Ciencias Gerenciales y Administrativas, egresado de la Universidad Tecnológica del Centro, y Técnico Superior Universitario en Imagenología, y Licenciado en Fisioterapia, egresado en ambos, de la Universidad Arturo Michelena.

## Discografía

### Álbumes
Con Arkangel:
- El Angel de la Muerte (2000)
- MMVII (2008)
- Theatrum Timorem (2019)

### EP
Con Arcuri Overthrow:
- Inicio (2011)

### Sencillos
Con Aleph:
- Ciudad de batalla (1992)